# Bisetocreagris orientalis
Bisetocreagris orientalis är en spindeldjursart som först beskrevs av Chamberlin 1930.  Bisetocreagris orientalis ingår i släktet Bisetocreagris och familjen helplåtklokrypare. Inga underarter finns listade.